# Thomas Kyd
Pour les articles homonymes, voir Kyd.
Thomas Kyd, né et mort à Londres (1558 - 1594), est un dramaturge anglais du théâtre élisabéthain.

## Biographie
Fils de Francis Kyd, un écrivain public, le jeune Thomas est baptisé en l'église de St Mary Woolnoth, dans Lombard Street, à Londres, le 6 novembre 1558. Le registre de baptême à St Mary Woolnoth porte cette entrée : « Thomas, fils de Francis Kydd, Citoyen et auteur de la lettre Courte de Londres ». Francis Kydd était un écrivain public et en 1580 était directeur de la Compagnie des Scriveners.
En octobre 1565, le jeune Kyd est inscrit dans la toute nouvelle Merchant Taylors' School, de Northwood, dont Richard Mulcaster est le directeur. Il a, entre autres, pour camarades de classe Edmund Spenser et Thomas Lodge. Kyd reçoit une solide éducation, grâce aux idées progressistes de Mulcaster. En dehors du latin et du grec, le programme comprend des leçons de musique, de théâtre, d'éducation physique, et de bonnes manières. Il n'existe aucune preuve que Kyd ait poursuivi ses études à l'université. Il a peut-être suivi un temps la profession de son père, car deux lettres écrites de sa main qui ont été retrouvées laissent croire à une formation d'écrivain public.
Il est l'un des initiateurs du théâtre élisabéthain. Dans les années 1580, Thomas Kyd devient un dramaturge en vue de la scène élisabéthaine, bien que la mesure de ses activités et la quantité des pièces qu'il aurait écrites seul ou en collaboration demeurent un sujet discuté. Il ne signe qu'une pièce, Pompée le Grand et Cornélie (1595), traduite d'après Cornélie du dramaturge français Robert Garnier.
Il est considéré comme l'auteur de La Tragédie espagnole (1586), de Soliman et Perseda (1588) et de Jéronimo (1592).
Comme Marlowe et Shakespeare, il écrit des pièces longues, dont l'intrigue et la technique dramaturgique s'inspirent des tragédies antiques.
En 1593, il est arrêté et torturé et dénonce son ami Christopher Marlowe comme athée.

## Œuvres
- Don Horatio (1586)
- The Spanish Tragedy (1587)
- The Householder's Philosophy (1588)
- The Murder of John Brewen (pamphlet, 1592)
- Arden of Faversham (1592)
- Solyman and Perseda (1593)
- Cornelia (1594)